# Vissarion Džugašvili
Vissarion Vanovič Džugašvili (gruzínsky ბესარიონ ჯუღაშვილი, rusky Виссарион Ванович Джугашвили; asi 1850, Didi-Lilo, Ruské impérium – 25. srpna 1909, Tiflis) byl otec Josifa Stalina.

## Životopis
Vissarion Džugašvili se narodil ve vesnici Didi-Lilo v Gruzii, nejspíš v roce 1850. Měl bratra Georgije, který byl později zavražděn loupežníky. Jeho dědeček, Zaza Džugašvili, byl nevolník z jihoosetské vesnice Geri, který se údajně účastnil povstání proti ruské anexi Gruzie v roce 1804. Kvůli chudobě se přesunul do Gori za lepší prací. Na konci šedesátých a začátku sedmdesátých let 19. století si kupec Josif Baramov otevřel opravnu obuvi, do níž povolával nejlepší gruzínské mistry, mezi kterými byl i Džugašvili.

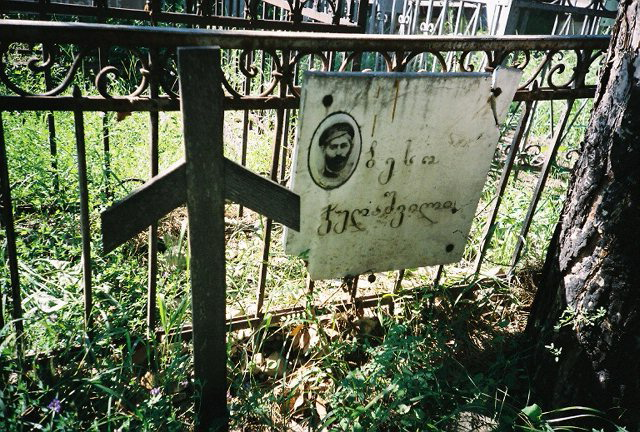
Džugašviliho hrob v Telavi, Gruzie

Později se seznámil s Jekatěrinou Geladzeovou, kterou si roku 1874 vzal. Narodili se jim synové Michail, Georgij a Josif. První dva synové brzy zemřeli.
Džugašvili brzy propadl alkoholu a začal bít svou ženu i dítě. Později chtěl, aby syn převzal jeho místo v dílně, matka však Josifa poslala do Tbiliského duchovního semináře.
Další osud Vissariona Džugašviliho není moc znám. Podle úvah Džugašviliho vnučky Světlany Allilujevové zahynul její děd v hospodské rvačce po ráně nožem v roce 1890. Podle oficiálních zpráv však zemřel 25. srpna 1909 v tbiliské nemocnici na tuberkulózu. Pohřben je pravděpodobně ve městě Telavi.